# Сімона Мікулеску
Сімона-Мірела Мікулеску (рум. Ion Jinga; 4 липня 1959, Сату-Маре) — румунська дипломатка. Постійний представник Румунії при ЮНЕСКО (з 2021). Представник Генерального секретаря ООН і голова офісу ООН у Белграді. Постійний представник Румунії при Організації Об'єднаних Націй в Нью-Йорку (2008—2015).

## Життєпис
Народилася 4 липня 1959 року в Сату-Маре. У 1982 році закінчила Університет Бабеш-Боляї в Клуж-Напоці, здобувши ступінь бакалавра французької та англійської літератури та мови. Вона отримала професійний сертифікат зі зв'язків з громадськістю в Університеті Джорджа Вашингтона, Вашингтон (1997). Вона має ступінь Ph.D. magna cum laudae у французькій літературі (Університет Бабеш-Боляї, 1999). Дипломатичний курс в Інституті міжнародних відносин Університету Лідса, Велика Британія. Прослухала семінар для старших керівників у Центрі європейських досліджень безпеки імені Джорджа К. Маршалла в Гарміш-Партенкірхені, Німеччина (2002).
Протягом своєї дипломатичної кар'єри працювала директором Департаменту комунікацій та публічної дипломатії Міністерства закордонних справ Румунії. Двічі була речником Міністерства закордонних справ Румунії, двічі старшим радником міністра зі ЗМІ (1993, 1999), директором департаменту преси Міністерства закордонних справ Румунії (1994), прессекретарем посольства Румунії у США (1994—1998), а також старшим спеціалістом з питань громадської інформації в Місії Організації з безпеки та співробітництва в Європі (ОБСЄ) у Косові (1999—2000). Була радником президента Румунії з питань зовнішньої політики (під час другого терміну президентства Йона Ілієску), ставши першою жінкою в дипломатичній історії Румунії, якій присвоєно ранг посла (2000—2004). Виконувала обов'язки старшого радника з питань роботи з громадськістю уряду Іраку в Багдаді (2006—2007). З 2010 року Віцепрезидент Асамблеї держав-учасниць Міжнародного кримінального суду ООН.